# Tubod

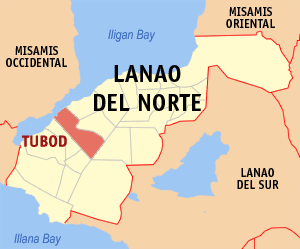
Tubods läge i Lanao del Norte

Tubod är en ort på ön Mindanao i Filippinerna. Den är administrativ huvudort för provinsen Lanao del Norte i regionen Norra Mindanao.
Tubod räknas officiellt inte som stad utan är en kommun. Kommunen är indelad i 24 smådistrikt, barangayer, varav 23 är klassificerade som landsbygdsdistrikt och endast 1 som tätortsdistrikt. Hela kommunen har 43 067 invånare (folkräkning 1 maj 2000) varav 10 027 invånare bor i centralorten.